# Morne Seychellois National Park

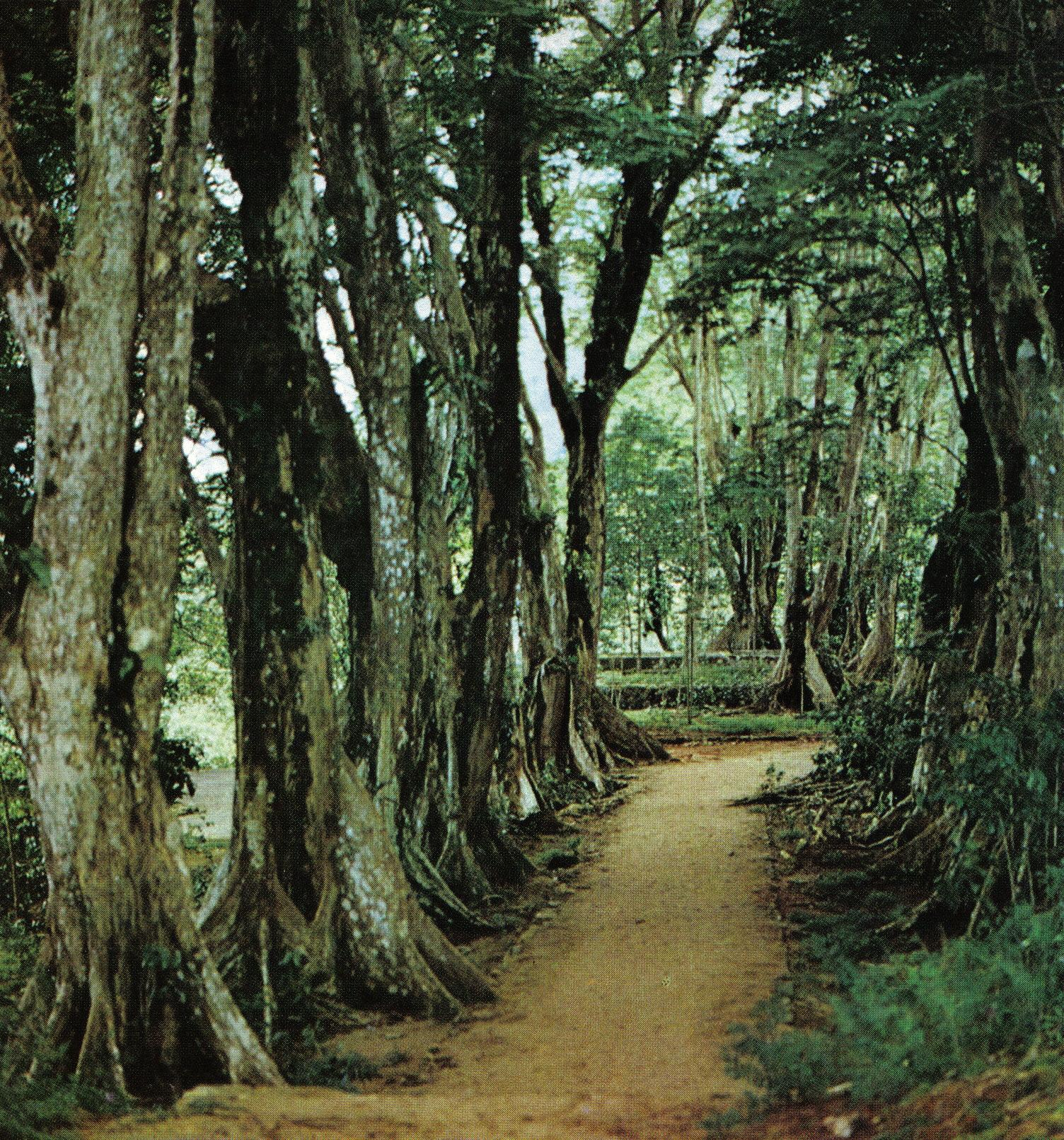
Wandelpad in het Morne Seychellois National Park.

Het Morne Seychellois National Park is het grootste nationaal park op de Seychellen. Het beslaat een oppervlakte van 3045 ha en is opgezet rond het hoogste punt van de Seychellen, de Morne Seychellois. Met zijn oppervlakte beslaat het ongeveer 20% van de oppervlakte van het hoofdeiland Mahé.
Het park is 10 km lang en tussen 2 en 4 km breed. Het bevat een vrij uitgebreid wegenstelsel van 15 km lang.